# Raksor
Raksor è un personaggio dei fumetti pubblicati dalla Marvel Comics, è un alieno membro della razza Skrull.

## Biografia del personaggio
Raksor venne incaricato dalla propria imperatrice di monitorare l'operato di Lilandra, leader degli Shi'ar, durante la Saga di Fenice Nera. Durante lo scontro tra gli X-Men e la Guardia Imperiale Shi'ar, lo Skrull attacca Wolverine ma viene da esso sopraffatto, solo l'intervento di Bel-Dann, incaricato dai Kree del suo stesso compito, lo salva ed egli, accecato dalla vergogna, gli si rivolta contro. La battaglia scuote per molti mesi la Zona Blu della Luna, fino a quando l'Osservatore, che vi risiede, non li informa che le loro razze stanno affrontando dei negoziati e l'esito della loro battaglia sarà fondamentale per capire come si risolveranno, dopodiché si offre di fare loro da arbitro. La loro lotta diventa tanto feroce da richiamare l'attenzione dei Fantastici Quattro e degli Inumani, costretti ad unire le forze contro questi poderosi nemici, i due avversari scoprono che questo era ciò che Uatu voleva, se loro hanno trovato la forza di unirsi anche i negoziati potranno avere una fine pacifica. In seguito, Raksor si allea con i Vendicatori contro due Skrull ribelli che volevano fare esplodere una bomba in grado di annullare il potere di metamorfosi dei loro simili.

## Poteri e abilità
Raksor possiede l'abilità metamorfica della sua razza e come ogni Skrull può guarire molto in fretta dalle ferite. Inoltre è in grado di resistere al controllo telepatico e alle arti magiche grazie ad una mutazione della sua razza. In battaglia può usufruire dell'armamentario tecnologico degli Skrull.